# 전국철동력차노동조합
전국철동력차노동조합(일본어: 全国鉄動力車労働組合 젠코쿠테츠도료쿠샤로도쿠미아이[*])는 옛 일본국유철도(국철) 및 그 후신인 JR그룹에 존재했던 노동조합이다. 약칭은 전동노(全動労). 현재의 건교노 전국철도본부의 전신이다.
결성 초기에는 지방철도관리국 단위로 조직된 노조들의 연합체였고, 이후 단일조직이 되었다. 가맹 조합원들은 원래 국철동력차노동조합(동노) 소속이었다. 동노 가운데 비주류파로서 일본공산당을 지지하는 “혁신통일전선파”가 있었는데, 1974년 제10회 참원선에서 일본사회당이 공천한 메구로 케사지로 후보에게 투표하라는 노선에 반대한 비주류파가 제명되었다. 이 때 제명된 비주류파가 동년 3월 31일 홋카이도 삿포로시에서 전국철동력차노동조합연합회(全国鉄動力車労働組合連合会)를 결성했다. 국철노동조합(국노)에도 공산당 지지 그룹이 있었지만 합류하지 않았다. 이후 전국철동력차노동조합연합회가 전국철동력차노동조합으로 개칭했다. 당시 지회는 전국적으로 38개소, 조합원은 3,500여명이었다.
사회당을 지지하는 국노와 동노, 민사당을 지지하는 철노, 공명당을 지지하는 전시노와 경쟁하는 공산당 지지 노조였지만, 홋카이도 등의 거점직장을 제외하면 압도적으로 소수였다.
국철분할민영화에 반대했기 때문에 국노, 동노 치바지회(중핵파 지지)와 함께 JR불채용의 타겟이 되어 다수 조합원이 고용승계가 되지 않고 실업자가 되었다. 하여 “전동노 쟁의단”(全動労争議団)을 조직해 불채용 문제에 대한 투쟁을 개시했다. 그 과정에서 제2차 채용에 응해 홋카이도에서 혼슈로 직장을 바꾼 사람들도 있었다. 고용승계 문제 때문에 지지 우당을 초월해 국노・동노 치바와 공투관계를 구축했다.
1989년 전국노동조합총연합(전노련)이 출범하자 거기 가맹했다.
1999년 운수일반노동조합, 건설일반노동조합과 합동하여 전일본건설교운일반노동조합(건교노)를 결성하고 그 철도본부가 되었다.

## 참고 자료
- 山岸一章『鳴らせ自由の号笛―ドキュメント全動労―』新日本新書（新日本出版社、1974年）